# راعل
راعل (به عربی: راعل) یک روستا در سوریه است که در ناحیه صوران (حلب) واقع شده‌است. راعل ۱٬۷۵۰ نفر جمعیت دارد.